# 第一次哈爾科夫戰役
由威廉·凱特爾命名的第一次卡爾可夫戰役是德意志國防軍在1941年的巴巴羅薩行動最後階段之其中一場戰役，目的是攻佔卡爾可夫城，行動在1941年10月20日由德國南方集團軍中的第6軍團實施，蘇聯紅軍第38軍團被命令當市內工廠將機器轉移往東方時堅守該城。
10月22日所有工廠的生產機器已被送上火車，當時德軍距離鐵路線不足11英哩。
10月24日第6軍團及第17軍團分別從南北兩翼包圍該城，同日卡爾可夫落入德軍手中。

## 來源
- Chen, Peter. . World War II Database. 2004–2007  [2007-02-08]. （原始内容存档于2013-08-27）.